# Sinna fusca
Sinna fusca är en fjärilsart som beskrevs av Jordan 1935. Sinna fusca ingår i släktet Sinna och familjen trågspinnare. Inga underarter finns listade i Catalogue of Life.